# 上ノ原
上ノ原（うえのはら）は、埼玉県ふじみ野市の町名。現行行政地名は上ノ原一丁目から三丁目。郵便番号は356-0021。

## 地理
ふじみ野市の中央北部に位置する。東武東上線上福岡駅からは1 kmほど東で、全域が宅地となっている。西原、滝、長宮、福岡、上野台と隣接する。隣接する上野台には上野台団地が建ち並んでいたが、集約化の上建て替えされてコンフォール上野台となり、跡地には戸建て住宅が建設されている。

## 歴史

### 沿革
- 1973年（昭和48年）2月7日 - 土地改良事業により[4]、上福岡市大字福岡の一部から上ノ原一丁目から三丁目が成立[5]。町名は小字に因む[4]。
- 2005年（平成17年）10月1日 - 合併によりふじみ野市上ノ原一丁目 - 三丁目となる。

## 世帯数と人口
2017年（平成29年）10月1日現在の世帯数と人口は以下の通りである。
| 丁目         | 世帯数  | 人口    |
| ------------ | ------- | ------- |
| 上ノ原一丁目 | 287世帯 | 641人   |
| 上ノ原二丁目 | 204世帯 | 440人   |
| 上ノ原三丁目 | 209世帯 | 512人   |
| 計           | 700世帯 | 1,593人 |

## 小・中学校の学区
市立小・中学校に通う場合、学区（校区）は以下の通りとなる。
| 丁目         | 番地 | 小学校                 | 中学校                   |
| ------------ | ---- | ---------------------- | ------------------------ |
| 上ノ原一丁目 | 全域 | ふじみ野市立福岡小学校 | ふじみ野市立花の木中学校 |
| 上ノ原二丁目 | 全域 | ふじみ野市立福岡小学校 | ふじみ野市立花の木中学校 |
| 上ノ原三丁目 | 全域 | ふじみ野市立福岡小学校 | ふじみ野市立花の木中学校 |

## 施設
地内はほぼ宅地や個人商店、畑として利用されており、特筆性ある施設はない。